# Bezorebné obdělávání půdy
Bezorebné obdělávání půdy (anglicky no till farming), je moderní způsob obdělávání půdy, který podle francouzského agronoma Claude Bourguignona snižuje erozi, chrání edafon, šetří pohonné hmoty a spotřebovává méně dusíkatých hnojiv. Je tedy výrazně ekologičtější než klasické konvenční zpracování půdy. (orba)
Jednou z hlavních výhod bezorebného obdělávání půdy je zvýšení obsahu organické hmoty v půdě. Six a spol. (2002) vysvětlují, že při použití bezorebného obdělávání půdy se udržuje v půdě vyšší množství organické hmoty, což zlepšuje kvalitu půdy a zvyšuje její schopnost ukládat oxid uhličitý. Zbytky organické hmoty tvoří zejména nezapravené části předplodin či meziplodin.
Technologie bez orby pro podmínky České republiky lze členit do tří skupin:
- minimalizace s kypřením půdy do zvolené, zpravidla malé hloubky,
- půdoochranné zpracování, kde zůstává nejméně 30 % povrchu půdy po zasetí pokryto zbytky předplodiny nebo meziplodiny,
- přímé setí – setí do nezpracované půdy
Druhy setí v případě bezorebného zpracování půdy se liší v závislosti na zpracování půdy a úpravě rostlinných zbytků. Mezi nejrozšířenější technologie patří tzv. no-till, strip-till, mulch-till a reduced-till. No-till znamená přímé setí do nezpracované půdy přímo po sklizni, strip-till zahrnuje zpracování půdy jen v pruzích, mulch-till využívá přirozeného rozkladu rostlinného materiálu, který se používá jako mulč a reduced-till, při kterém se půda zpracovává do hloubky maximálně 10 cm.
Tento způsob hospodaření je používán hlavně na rozsáhlých polích v Severní a Jižní Americe a Austrálii. Půda, která je v současné době obdělávána bezorebně mimo Severní Ameriku, tvoří zhruba 14,7% celkového světové orné půdy. Procento obdělávání půdy touto metodou se zvyšuje o přibližně 25 milionů akrů ročně. V roce 2021 bylo dle webu no-tillfarmer.com obděláváno bezorební metodou až 507,6 milonů akrů orné půdy.
Jiné zdroje uvádí, že je celosvětově užíván na 124 milionech hektarů.

## Rizika[4]
Bezorebné zemědělství:
- hodí se spíše pro nížiny[7]
- výrazně podporuje šíření škůdců, chorob a plevelů
- potřeba časté a nákladné chemické ochrany rostlin, především herbicidy, zvyšuje se riziko rezistence plevelů
- znemožňuje efektivně (se zaoráním) používat statková hnojiva, technologie preferuje hnojiva průmyslová
- dochází k degradaci půdy, která není provzdušňována
- podporuje riziko ztužování půd
- není vhodná pro vlhké a již ztužené půdy
- vyžaduje specializovanou techniku